# Samson et Dalila (film, 1949)
Pour les articles homonymes, voir Samson et Dalila (homonymie).
Pour plus de détails, voir Fiche technique et Distribution.

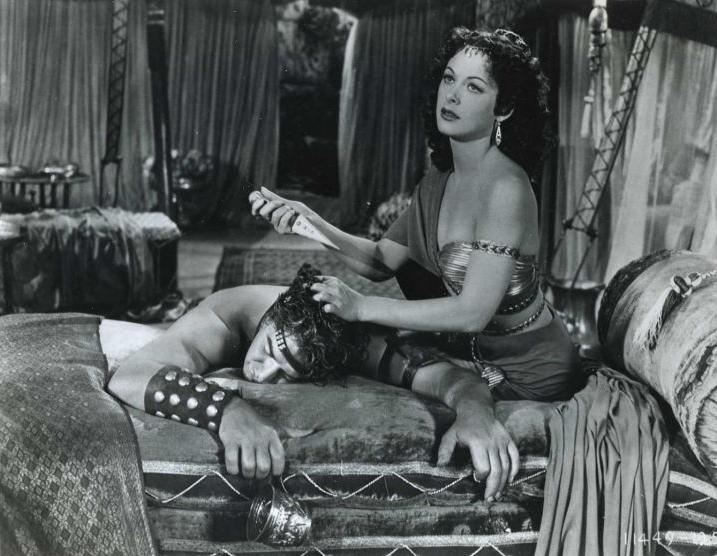
Victor Mature et Hedy Lamarr

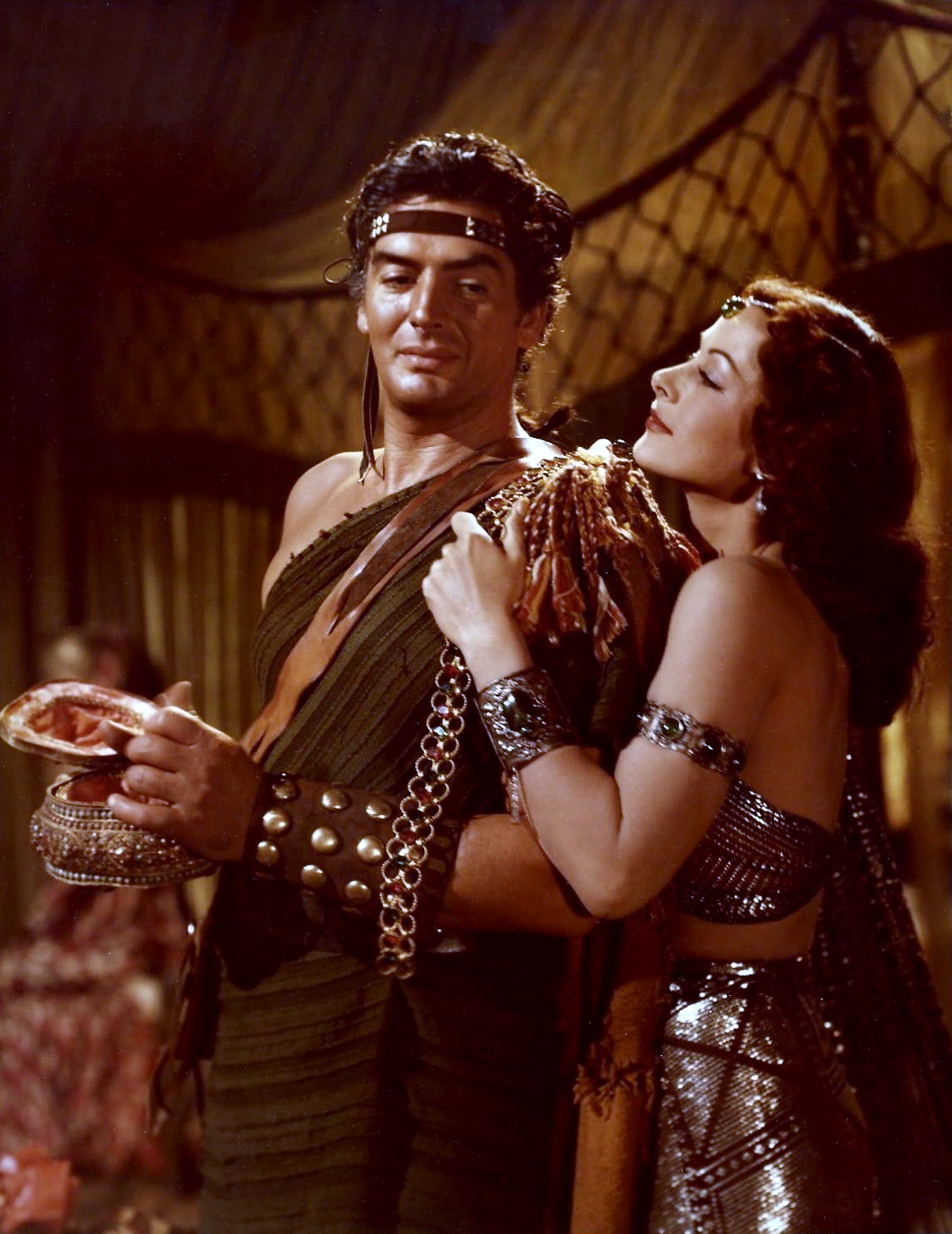
Victor Mature et Hedy Lamarr incarnent Samson et Dalila

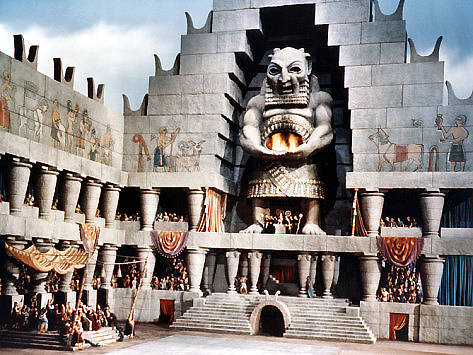
Le temple de Dagon

Samson et Dalila (en anglais : Samson and Delilah) est un film américain en Technicolor de Cecil B. DeMille, sorti en 1949, d'après l'histoire biblique de Samson et Dalila (Livre des Juges).

## Synopsis
Samson, un Hébreu d'une force colossale, lutte pour l'indépendance de son peuple soumis aux Philistins, malmenant à lui tout seul l'armée des occupants. Mais Samson s'éprend de la sculpturale princesse Dalila à la beauté troublante, qui découvre que le secret de sa force réside dans ses cheveux. Celle-ci les lui coupe dans son sommeil et le livre aux Philistins. Désormais rendu aveugle, il périt en faisant s'écrouler le temple sur la foule lors de son jugement.

## Fiche technique
- Titre original : Samson and Delilah
- Titre français : Samson et Dalila
- Réalisation : Cecil B. DeMille
- Scénario : Frederic M. Frank, Harold Lamb (en) et Jesse Lasky Jr. d'après le livre de Vladimir Jabotinsky
- Dialogues version française : Jean Mauclair
- Photographie : George Barnes et Dewey Wrigley
- Effets visuels : Collaborateurs divers, dont Devereaux Jennings (crédité Devereux Jennings) et Gordon Jennings
- Décors : Hans Dreier, Walter H. Tyler, Sam Comer, Ray Moyer et John Meehan (non crédité)
- Costumes : Edith Head, Dorothy Jeakins, Elois Jenssen, Gile Steele et Gwen Wakeling
- Montage : Anne Bauchens
- Musique : Victor Young ; Ray Evans et Jay Livingston (chanson)
- Chorégraphie : Theodore Kosloff
- Producteur : Cecil B. DeMille
- Société de production : Paramount Pictures
- Format : couleur (Technicolor) - 1,37:1 - 35 mm - son : mono (RCA Sound System)
- Genre : Péplum
- Durée : 134 minutes
- Pays de production :  États-Unis
- Dates de sortie :
  - États-Unis : 21 décembre 1949
  - France : 5 octobre 1951
- Affiche : Boris Grinsson (France)

## Distribution
- Hedy Lamarr (VF : Paula Dehelly) : Dalila
- Victor Mature (VF : Jean Davy) : Samson
- George Sanders (VF : Abel Jacquin) : le Saran de Gaza
- Angela Lansbury (VF : Sylvie Deniau) : Semadar
- Henry Wilcoxon (VF : Claude Péran) : le Prince Ahtur
- Olive Deering (VF : Renée Simonot) : Miriam
- Fay Holden (VF : Henriette Marion) : Hazel, mère de Samson
- Julia Faye (VF : Marie Francey) : Haisham
- William Farnum (VF : Camille Guérini) : Tubal
- Russ Tamblyn (VF : Anne Marilo) : Saul
- Harry Woods (VF : Jean Clarieux) : Gammad
- Lane Chandler (VF : Pierre Morin) : Teresh
- George Reeves (VF : Jean Martinelli) : le messager blessé
- Boyd Davis : premier prêtre
- Pedro de Cordoba : Bar Simon
- Victor Varconi : le seigneur d'Ashdod
- Russell Hicks : le seigneur d'Ashkelon
- John Parrish : le seigneur de Gath
- Colin Tapley : un prince
- Fritz Leiber : Le seigneur Sharif
- Mike Mazurki : le chef des soldats philistins
- John Miljan : Lesh Lakish
- Davison Clark : le prince marchand
- Cecil B. DeMille : le narrateur (voix)

Acteurs non crédités
- Charles Evans : Manoah, le père de Samson
- John Halloran : un collecteur d'impôts
- Crauford Kent : un astrologue de la cour
- Charles Meredith (VF : Georges Chamarat) : le grand prêtre de Dagon
- Karen Morley (rôle indéterminé)
- Angelo Rossitto : le nain dans l'arène
- Larry Steers : un prêtre
- Charles Wagenheim : un citoyen

et les voix françaises de Raymond Rognoni, Émile Drain, Henry Valbel, Jean-Henri Chambois, René Fleur, Jean Gournac, et Raymond Destac.

## Récompenses et nominations
Le film a reçu deux Oscars (meilleurs décors et meilleurs costumes) et  quatre nominations supplémentaires dont ceux de la meilleure photographie pour un film en couleurs, des meilleurs effets visuels et de la meilleure partition pour un film dramatique ou une comédie.